# CD++
CD++ es un programa destinado a la modelización y a la simulación de acontecimientos discretos. Las dos se organizan según el formalismo DEVS. CD++ puede funcionar en diferentes modos: en modo autónomo (solo un ordenador), en modo servidor, en modo tiempo real y en modo paralelo con un cluster Linux. CD++ se utiliza en línea de comandos. Sin embargo, existe una interfaz gráfica llamada CD++Builder que funciona como un plugin para Eclipse.